# Estadi Municipal d'Anduva
L'Estadi Municipal d'Anduva és un estadi de futbol de la ciutat de Miranda de Ebro, a la província de Burgos. És propietat de l'Ajuntament de la ciutat i és on hi disputa els seus partits com a local el Club Deportivo Mirandés. Té capacitat per a 7.200 espectadors.
Es va inaugurar oficialment el 22 de gener de 1950, tot i que el primer partit oficial es va disputar el 18 de setembre de 1949, coincidint amb l'inici del campionat de lliga. El partit inaugural, de Tercera Divisió, va enfrontar els locals amb el Club Deportivo Logroñés, que va guanyar per 0-1.